# A mikroprocesszor története

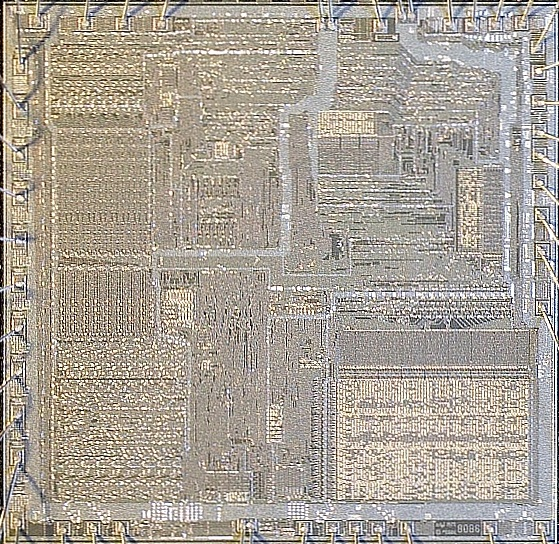
Tranzisztorok az Intel 8086 CPU-ban

Ez a cikk a mikroprocesszor fejlődését mutatja be részletesen, a számítástechnika történetén belül. Az első mikroprocesszorok 1969 és 1971 között jelentek meg. Az előzmények bemutatása miatt a történet egy kicsivel korábban kezdődik és a jelen időszakig tart, nevezetesen 2017 végéig.
Definíció szerint a mikroprocesszor egy olyan többcélú elektronikai eszköz, amely magában foglalja a számítógép központi feldolgozó egységét egyetlen vagy legfeljebb néhány integrált áramkörben.
Ez az eszköz digitális, elektronikus formába alakított bemenő adatok feldolgozását végzi a memóriájában tárolt program által meghatározott módon, általában órajel vezérli és belső memóriát (pl. regisztereket) tartalmaz, és az eredményt szintén digitális formában bocsátja ki a kimenetén és adja át a vele kapcsolatban álló rendszernek.

## Történet

### Előzmények
A mikroprocesszor mindössze egy processzor miniatürizált, integrált áramkörös megvalósítása. A processzorok a fejlettebb tárolt programú számítógépek vezérlő és végrehajtó egységei, amelyek már a relékkel, vákuumcsövekkel és tranzisztorokkal felépített számítógépekben is megtalálhatók. Az első számítógépekben még nem volt jól körülhatárolt vezérlőegység, mivel ezek nem tárolt programú gépeknek, hanem inkább rögzített programú gépeknek nevezhetők: az ENIAC programját például huzalozással állították be. A Neumann János által 1945. június 30-án megjelent „First Draft of a Report on the EDVAC” c. memorandumban leírt elveknek megfelelő ENIAC utáni tárolt programú gépek 1948–1949-ben kezdtek el működni. Ezekben a program a számítógép nagy sebességű belső memóriájában volt eltárolva, és azt egy speciálisan erre a célra tervezett vezérlőegység hajtotta végre. Az első tárolt programú gépek:
- Harvard Mark I: 1944 márciusában programokat futtató Harvard architektúrájú számítógép; a tárolt program ebben a gépben lyukszalagon található, nem elektronikusan tárolt.[1]
- Manchester Small-Scale Experimental Machine (SSEM), első programfuttatás: 1948. június 21.[2] – kísérleti számítógép
- Manchester Mark 1, gyakorlati számításokat végző számítógép, működőképes 1949 áprilisában, programfuttatás: 1949. június 16/17.[3]
- EDVAC: elkészült 1946 áprilisában. Az EDVAC-ban külön vezérlőegység, diszpécser és számító egységek látták el a „processzor” feladatát.

A processzorok eleinte egy nagyobb gép egyedi részegységei voltak, de gyakran maguk is külön számítógépek. Az egyedi célokra tervezett számítógépek azonban nemsokára átadták a helyüket a nagy számban előállított többcélú processzoroknak. A standardizálódás folyamata a tranzisztoros nagyszámítógépekkel és miniszámítógépekkel együtt érkezett el, és nagymértékben felgyorsult az integrált áramkörök rohamos elterjedésével. Az IC-k egyre komplexebb CPU-k tervezését és gyártását tették lehetővé, igen nagy – jelenleg nanométeres – pontosságú elemekkel. A miniatürizálás és a szabványosítás révén a digitális programozott eszközök megjelentek az élet minden területén és egyre inkább kiszorították a limitált, célorientált számítóberendezéseket.

### A tranzisztor
Úgy tartják, hogy az első működő tranzisztorpéldányt – pontérintkezős tranzisztort – a Bell Laboratóriumban hozták létre 1947 decemberében, bár a kutatások már az 1920-as évektől kezdve folytak több országban, az elektroncsöves trióda vagy vezérelhető dióda előállítására. Az első tranzisztoros eszközök, pl. a tranzisztoros rádió, az 1950-es évek elején jelentek meg, ekkorra sikerült megoldani a kezdeti minőségi problémákat és kialakítani a gyártási technológiát. A tranzisztor működhet analóg üzemmódban, ekkor erősítőként használható, vagy kapcsoló üzemmódban, ami a digitális számítástechnikai felhasználást támogatja. A tranzisztorok számos típusa jelent meg, 1959-re már készen állt a (fémoxid) szigetelőréteges térvezérlésű, azaz MOSFET tranzisztor. Az eszköz, mérete, áramfelvétele és ára miatt, hamar leváltotta az elektronikában korábban alkalmazott elektroncsöveket, és mára gyakorlatilag az összes elektronikai eszköz kulcsfontosságú aktív része. Többen a 20. század legfontosabb találmányának tartják.
A Bell továbbra is a tranzisztorkutatás élvonalában maradt, de a technológiát számos más cégnek is licencelte, hogy elkerülje az USA trösztellenes törvényeit. A gyártásban a Bell Laboratóriumot saját gyártó cége, a Western Electric képviselte, de a gyártásba rövidesen további negyven más cég is beszállt, ezek között volt a General Electric, RCA és Texas Instruments is.

### Az integrált áramkör
1956-ban William Shockley megnyitotta a Shockley Semiconductor Laboratory félvezető-technológiai céget, a Beckman Instruments egyik részlegeként. Shockley speciális diódákat akart gyártani, ami reményei szerint felülmúlta volna a tranzisztor jelentőségét. Eleinte a Bell Laboratóriumbeli volt munkatársait szerette volna a céghez csábítani, de senki sem állt kötélnek. Ekkor végzős egyetemistákat vett fel munkatársnak. 1957-ben, Shockley vezetési módszerei miatt, nyolc alkalmazott egyszerre felmondott, őket hívták később az „áruló nyolcaknak”. A nyolc személy a következő volt: Julius Blank, Victor Grinich, Jean Hoerni, Eugene Kleiner, Jay Last, Gordon Moore, Robert Noyce és Sheldon Roberts. Ez a nyolc személy a Fairchild Camera and Instrument-hez, egy jelentős, hadiipari kapcsolatokkal rendelkező céghez fordult, hogy az anyagilag támogassa saját terveik megvalósítását.
1957-ben megalakult a Fairchild Semiconductor, a Fairchild Camera and Instrument félvezetőgyártó részlege. Ez a cég úttörő szerepet játszott a tranzisztorok és integrált áramkörök gyártásában: szilíciumalapú tranzisztorokat fejlesztettek ki, mikor a legelterjedtebb félvezető anyag a germánium volt. A Fairchild 1958-ban kezdte gyártani a Moore által kifejlesztett sikeres 2N697 tranzisztort, amit elsősorban bombázók fedélzeti számítógépeiben és rakéták navigációs rendszereiben alkalmaztak. Ugyanekkor Jean Hoerni kifejlesztette a planár eljárást, amely növelte a tranzisztorok megbízhatóságát, teljesítményét, egyszerűbbé és olcsóbbá tette a gyártási folyamatot; ez szintén nagy üzleti siker lett.
Az első germániumalapú integrált áramkört Jack Kilby, a Texas Instruments fizikusa mutatta be 1958. szeptember 12-én, amelyre amerikai szabadalmat kapott, a cég pedig forgalmazni kezdte az ezzel a technológiával készült eszközöket: 1961-ben az USA légiereje számára gyártották az első IC-alapú számítógépet, valamint további integrált áramköröket a Minuteman rakéta vezérlőrendszerébe 1962-ben.
Kilby 2000-ben fizikai Nobel-díjat kapott az integrált áramkör kifejlesztésében végzett tevékenységéért.
Fél évvel később Robert Noyce a Fairchild Semiconductornál saját elképzelései alapján olyan szilíciumalapú integrált áramkört fejlesztett, ami a Kilby-féle technológia több problémáját megoldotta (stabilitás, germániumkristályok lebomlása hőhatásra, a szilíciumhoz képest magas ár, vezetési tulajdonságok).
1960-ban a Fairchild elkészített egy szilíciumlapkán kialakított négy tranzisztorból álló áramkört, ezzel megalkotta az első szilíciumalapú integrált áramkört.
Az első integrált áramkörök csak néhány tranzisztort tartalmaztak és egyszerűbb áramköröket valósítottak meg, mint pl. flip-flop vagy logikai kapuk. A fejlődés a méretcsökkenés, azaz a nagyobb integrációs fokozatok felé tartott: az első IC-k az SSI (small-scale integration, alacsony integráltságú) kategóriába tartoztak, később megjelent az MSI (medium-scale integration, közepes), LSI (large scale integration, nagy), VLSI (very-large-scale integration, nagyon nagy), sőt ULSI (ultra-large-scale integration, ultranagy integráltságú) kategória.
Az SSI IC-ket megjelenésük idején szinte azonnal űrhajózási és repülési feladatokban kezdték alkalmazni, és ezek a projektek elősegítették a technológia fejlődését. Mind a Minuteman rakéta, mind az Apollo-program könnyű és kicsi digitális számítógépeket igényelt az inerciális vezérlőrendszereihez. Az Apollo Guidance Computer (1961–1975) nagy mértékben motiválta az integrált áramkörös technológiát, a tömegtermelés igényével a rakéta navigációs rendszere lépett fel. (D-17B a Minuteman I NS-1OQ rakétavezérlő rendszer számítógépkomponense, 28 kg, tranzisztor-dióda logikával készült, 1962, D-37C: NS-17 MGS számítógépe, Minuteman II rakétában, SSI IC-kkel, 13.15 kg, 1964.)
1968-ban Gordon Moore, Robert Noyce és Andrew Grove kiléptek a Fairchild semiconductors cégből és közösen megalapították saját cégüket, Integrated Electronics néven, ami nem más, mint az Intel.
1968-ban szintén a Fairchild-nál dolgozó Federico Faggin olasz származású fizikus fejlesztette ki az önillesztő szilíciumkapus IC technológiát, amely a modern CMOS-alapú számítógépes csipek alapját képezi: ez teszi lehetővé a dinamikus RAM-ok, a nem felejtő memóriák, CCD képérzékelők és a mikroprocesszorok működését.
Faggin 1970-ben az Intel-hez csatlakozott, ahol az „első” egycsipes integrált áramkörös mikroprocesszor, az Intel 4004-es CPU fejlesztésében vett részt.

### Piac
A Fairchild természetesen kihasználta a fejlettebb technológiában rejlő üzleti lehetőségeket: alkalmazottainak száma kétezerre nőtt, a cég éves bevétele rövidesen elérte a 130 millió dollárt.
Többen is beszálltak ugyanebbe az üzletágba, pl. Texas Instruments—Fairchild néhány évvel később csak a piac egy kis részét foglalta el.

### A számítástechnika helyzete
A számítógépek első generációját az elektroncsöves számítógépek alkotják. A második generáció a tranzisztoros számítógépeket jelenti.
A második generációs tranzisztoros számítógépek az 1950-es évek közepén jelentek meg és 1955-től kezdve elkezdték kiszorítani az elektroncsöves számítógépeket, mivel minden paraméterükben jobbak voltak azoknál. A második generáció uralta az 1960-as éveket, az évtized végén átadta a helyét a harmadik generációs integrált áramkörös gépeknek.
Rövid áttekintés az 1950-es években megjelent tranzisztoros számítógépekről:
- 1953: A University of Manchester kísérleti Transistor Computer elnevezésű gépe feltehetőleg az első működőképes tranzisztoros számítógép. Az 1953-as modell prototípus, 92 pontérintkezős tranzisztor, 550 dióda; 1955 áprilisában készült el a végleges modell. 48 bites gép, 200 pontérintkezős tranzisztor, 1300 dióda. Nem teljesen tranzisztoros, az órajelgenerátorban elektroncsöveket használtak.
- 1954 januárja: Bell Laboratories TRADIC: 684 tranzisztor, 10 358 germániumdióda, nem teljesen tranzisztoros: tápegysége elektroncsöves.
- 1955 februárja: Harwell CADET, Anglia: első teljesen tranzisztorizált számítógép, 324 tranzisztorral.
- 1955 áprilisa: Az IBM bemutatja az IBM 608 transistor calculator gépét,[16][17] ezzel az IBM is beszáll a tranzisztoros számítógépes üzletágba.
- 1955: Z22, Zuse vákuumcsöves számítógépe, utódja az 1961-es Z23 – a Z22 tranzisztorizált változata
- 1955–1957: A Philco cég tranzisztoros számítógépei, katonai felhasználásra repülőgépekben: C-1000, C-1100, C-1102. 1957: első civil felhasználó, C-1102.
- 1955-1956: TX-0: Transistorized Experimental computer zero, korai teljesen tranzisztoros felépítésű számítógép.[18][19][20][21] Jellemzői: 64K 18 bites szó, ferritmagos memória, kb. 3600 Philco nagyfrekvenciás felületi záróréteges tranzisztor (barriertranzisztor), órajele 100 kHz körüli, a PDP-1 elődje.
- 1957 júliusa: Japán, ETL Mark III.
- 1957, Kanada: DRTE Computer – tranzisztoros, 40 bites, órajele 200 kHz.
- 1956–1958 májusa: Mailüfterl, Bécsi Műszaki Egyetem: korai tranzisztoros számítógép, 3000 tranzisztor, 5000 dióda.
- 1960: DEC PDP-1: tranzisztoros számítógép, 2700 tranzisztort és 3000 diódát tartalmaz.[22] Jellemzői: 18 bites szó, alapkiépítésben 4 kiloszó (64 kiloszóig bővíthető) méretű ferritmagos memória, lyukszalagos bemenet, kb. 187 kilohertzes órajel.
- 1958: RCA 501 – teljesen tranzisztoros közepes- és nagyszámítógépek, nyomtatott áramkörös panelekkel készült.

Integrált áramkörös számítógépek:
- 1961: tervezés, 1966–1975: üzem, 1969: első Holdra szállás: Apollo Guidance Computer, az első integrált áramkörökkel felépített számítógép.

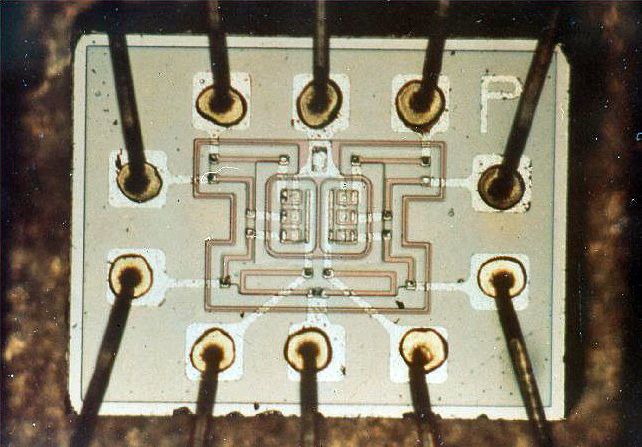
NOR kapu IC az Apollo Guidance Computerben

Az első integrált áramkörös számítógép az MIT Instrumentation Laboratory kutatóközpontjában 1961-ben tervezett Apollo Guidance Computer volt. A gépet a Raytheon készítette. 1962-ben született a döntés az integrált áramkörök használatáról. Az elkészült számítógép Fairchild gyártmányú integrált áramkörökből épült fel.
Az RTL – ellenállás-tranzisztor logika – szerkezetű IC-k három bemenetű NOR kapukat tartalmaztak, a számítógép első változatát (Block I) 4100 ilyen kapu alkotta. Az IC-ket wire-wrap huzalozással kötötték össze és a huzalozást epoxigyantába öntötték. 1975-ben még üzemben volt, pedig ekkorra elavult: ekkor már fejlettebb mikroprocesszorok voltak forgalomban.
- 1965: Gordon Moore az Electronics lap április 19-i számában kifejti gondolatait az integrált áramkörök fejlődésével kapcsolatban.[24]

Ebben azt jósolja, hogy 1975-re akár 65 000 komponenst tartalmazó szilíciumcsipeket fognak gyártani, és megjósolja a személyi számítógépek, telekommunikációs eszközök és egyéb alkalmazások megjelenését. Innen származik a Moore-törvény első megfogalmazása, amely későbbi formájában úgy módosult, hogy az integrált áramkörök összetettsége – a legalacsonyabb árú komponenst figyelembe véve, ill. a tranzisztorok száma – körülbelül 18 hónaponként megduplázódik. Moore a számot illetően tévedett, 1975-ben csak kb. 4000–8000 tranzisztort tartalmazó csipek jelentek meg, de a fejlődés ütemét helyesen állapította meg: a mikroelektronika 50 éve ilyen ütemben fejlődik.

### Az első mikroprocesszorok
- CADC, Four-Phase Systems AL1, Pico/General Instrument, Texas Instruments TMS 1000, Intel 4004

Az első mikroprocesszorok fejlesztését már az 1960-as években megkezdték számos cégnél, nem is tudva arról, hogy más cégek is foglalkoznak ezzel. Az első eredmények – működő mikroprocesszorok – 1970-ben jelentek meg, megelőzve a hagyományosan „elsőknek” tekintett Texas Instruments TMS 1000 és Intel 4004 csipeket.
A Garrett AiResearch cégnél 1968-ban kezdték a Central Air Data Computer (CADC) elnevezésű célszámítógép tervezését, amely egyes vadászgépek, például az F-14-es, korábbi elektromechanikus fedélzeti számítógépeket volt hivatott felváltani. A fejlesztés 1970 júniusában lezárult, és elkészült az MP944-es csipkészlet, egy egyedi tervezésű, nagy integráltságú (LSI), MOS-alapú mikroprocesszor-csipkészlet, amely megelőzte az első mikroprocesszorok megjelenését, és képességeiben messze felülmúlta azokat. A csipekben 20 bites, fixpontos törtrészeket használó kettes komplemens számábrázolást alkalmaztak, 28 csip alkotott egy teljes fedélzeti számítógépet.
A Four-Phase Systems amerikai számítógépgyártó cég 1969-ben kezdett fejlesztésének eredménye volt az AL1 jelű 8 bites bitszelet-processzor, amellyel 24 bites processzort építettek. Az AL1 8 regisztert és egy ALU-t tartalmazott. A csipkészlethez tartozó 9 csippel teljes számítógép készült, amely 32 terminált szolgált ki. A processzort 1970 áprilisában mutatták be a Computer Design magazin cikkében. Az AL1 önmagában is teljes értékű processzor volt, amint azt tervezője, Lee Boysel a Texas Instruments által ellene indított szabadalomsértési perben demonstrálta az 1990-es években.
1971-ben a Pico Electronics (Glenrothes, Skócia) és a General Instrument (GI) bemutatták közös integrált áramkörfejlesztésük eredményét, egy kész egycsipes kalkulátor IC-t, amely gyakorlatilag az első olyan mikroprocesszor vagy mikrovezérlő, amely ROM-ot, RAM-ot és RISC utasításkészletet tartalmaz egy csipen. A processzor 8 bites, PMOS technológiával és maszkolt programozással készült, a rétegek levilágító fóliáit kézzel rajzolták. A processzor Angliában 1971 márciusában, az USA-ban 1971 júliusában kapott szabadalmat. A Pico és GI továbbra is együttműködött az integrált áramkör-tervezésben. A GI továbbfejlesztett mikroprocesszorai a CP1600, IOB1680 és PIC1650 termékekben jelentek meg. 1987-ben a GI leválasztotta a mikroelektronikai üzletágat és létrehozta a Microchip Technology céget, amely a PIC mikrovezérlőket gyártja.
A Texas Instruments 1971. szeptember 17-én mutatta be a TMS 1000-es sorozat első tagját, a TMS1802NC jelű csipet, amely egy teljes számológép-alkalmazást tartalmazó 4 bites maszkprogramozott mikrovezérlő. Ez volt az első egycsipes, kereskedelmi forgalomban kapható mikrovezérlő. A sorozathoz tartozó mikrovezérlőket számtalan alkalmazásban használták fel, pl. ellenőrző- és irányítórendszerekben, háztartási gépekben és játékokban.
Az Intel céget 1969-ben megkereste a japán Busicom egy nagy teljesítményű asztali számológép csipkészletének elkészítése céljából. A Busicom eredeti terveiben 7 csip szerepelt, az Intel mérnökei egy 4 csipes megoldást javasoltak. Az Intel 1971-ben megbízta Federico Faggint, egy olasz származású mérnököt a projekt vezetésével. Faggin Sima Maszatosi, a Busicom mérnökének segítségével végül sikeresen lezárta a projektet, amelynek eredménye az Intel MCS-4 csipkészlete, benne a 4004 jelű 4 bites mikroprocesszorral. A Busicom felé 1971 márciusában kezdték meg a szállítást. A processzorról szóló első publikáció 1971. november 15-én jelent meg az Electronic News folyóiratban. A 4004-es processzor licencét az Intel nem adta át a Busicomnak, így azt más felhasználók felé is forgalmazhatta. Ezt a processzort tekintik az első kereskedelmi forgalomban megjelent mikroprocesszornak, és ez volt a kezdete az Intel további mikroprocesszoros fejlesztéseinek.

### 1, 2, 3, 4 és további bitek
A bitszámot a processzor regiszterei és adatsíne határozza meg. Ettől eltérő méretű lehet a címsín, mivel az adatbitek és a címbitek száma nem kötelezően egyforma, különösen a nem Neumann-elvű, pl. a Harvard architektúrájú gépekben.
A bitek száma a regiszterekben a fejlődés során egyre nőtt, de ezt nem szabad egyszerű számtani sorozatként elképzelni, mivel a bitszélességet gyakorlati igények és lehetőségek határozták meg, tehát egyszerre jelen volt a gyakorlatban sok különböző bitméret. Például a MP944 csipkészlet, amelynek tervezése 1968-ban kezdődött és 1970-ben helyezték üzembe vadászrepülőgépek fedélzeti számítógépeiben (CADC), 20 bites adatszélességű processzort tartalmaz, az 1966-os Apollo Guidance Computer 16 bites (14 bites adat, túlcsordulás és paritásbitekkel), miközben a TMS 1000 és az Intel 4004 ugyanebben az időben mindössze 4 bites processzorok, mivel számológépek, nem pedig vadászgépek és űrhajók – működtetésére szolgálnak.
A bitszámot tehát főleg a feladat határozza meg, amire a csipet szánják, de hatással van erre az adott időben meglévő nagygépes rendszerek állapota: 16 bites rendszerek már 1951-ben megjelentek (MIT Whirlwind) és 1965-ben már elterjedtek voltak (pl. IBM 1130, HP 2100 sorozat). A bitszám csak egy jellemző, és nem a fejlődés határozza meg. Alapjában 2 bites rendszer volt az 1974-ben megjelent Intel 3000-es csipkészlet, ami nagyobb bitszélességű rendszerek építésére volt alkalmas. A mai napig léteznek 1 bites processzorok, ezeket irányítástechnikai célokra használják (Motorola MC14500B).

#### 4 bites rendszerek
1971: TMS 1000, Intel 4004, AMD Am2900 áramkörcsalád (1975), + további bitszelet technikát támogató csipek.

#### 8 bites rendszerek
8 bites rendszereken a processzor tipikusan 8 bites regiszterekkel dolgozik, de a memória címzése általában 16 bites, így ezek a rendszerek tipikusan. 65536 byte memóriát képesek kezelni. Első változatai a technológiának a 70-es évek legvégén, és a 80-as években terjedtek el személyi számítógépekben, második és harmadik generációs játékkonzolokban és ipari berendezésekben. Az első olcsó 8 bites mikroprocesszoroknak köszönhető a „mikroszámítógépek forradalma”, azaz a személyi számítógépek világméretű elterjedése. A mai napig gyártanak 8 bites mikroprocesszorokat, ezeket leginkább mikrovezérlőkben alkalmazzák.
Az első kereskedelmi forgalomba hozott 8 bites mikroprocesszor az 1972 áprilisában megjelent Intel 8008 volt, eredeti nevén a 1201-es csip. A csip fejlesztése párhuzamosan futott a 4004-es processzoréval, 8 bites adatregiszterei és 14 bites cím- és stackregiszterei vannak, a címezhető memória mérete 214 × 8 bites cella, azaz 16 KiB. Ezt az Intel a Computer Terminal Corporation (CTC) cég megrendelésére készítette a Datapoint 2200 programozható terminálhoz, amelybe végül nem került bele: a csip nem teljesítette a CTC műszaki elvárásait és az előírt határidőt, így a terminál végül TTL áramkörökkel készült el. A szerződés lehetővé tette az Intel számára a csip forgalmazását más ügyfelek számára, ezért az Intel 8008 néven forgalmazni kezdte, 120 dolláros áron. Ezzel a processzorral készült el 1972–1973-ban a világ első személyi számítógépe, a „Sac State 8008” a kaliforniai Sacramento Egyetemen. A gépnek 8 KiB memóriája volt, két bankra osztva (ROM és RAM), egyszerű diszkes operációs rendszere, soros vonala, audio- és lyukszalagolvasója, színes kijelzője, billentyűzete és nyomtatója. A processzorhoz az Intel az MCS-8 fejlesztőkészletet forgalmazta 1972-től.
Az Intel következő 8 bites processzora 1974 áprilisában jelent meg, ez volt az Intel 8080-as mikroprocesszor, amelyben javították a 8008-as hibáit és jelentős bővítéseket kapott: 16 bitre kiterjesztett címsínt, mellyel 64 KiB memória címezhető, és bővített utasításkészletet, amelyben megjelentek a 16 bites adatokkal dolgozó utasítások. Elődjével sem bájtkód, sem forráskód szinten nem kompatibilis. Későbbi változata az 1977-es Intel 8085, amely teljesen kompatibilis elődjével. Számos nagy gyártó épített terminálokat ezzel a processzorral. Erre épült a S-100 sín, a korabeli mikroszámítógépek első szabványos sínrendszere, és eredetileg erre a processzorra készült a Gary Kildall által kifejlesztett CP/M operációs rendszer is. A processzor népszerű lett a hobbiszámítógép-építők körében, például az Altair 8800, IMSAI 8080 személyi számítógépek épültek rá. Más cégek is licencelték, így világszerte gyártották változatait, pl. az AMD, NEC, OKI, Siemens, Mitsubishi, Toshiba és klónjait a KGST országaiban is gyártották. Közvetlen hatással volt az Intel x86-os architektúrájára, mivel az Intel 8086-os processzort kezdetben forráskód szintjén kompatibilisnek tervezték a 8085-össel.
A Motorola cég ugyancsak 1974-ben kezdte meg a 6800-as processzorok gyártását, amelynek architektúrája a PDP–11-es miniszámítógépre hasonlít. Ezzel az Intel 8080-as processzorával akartak konkurálni. 1975-ben jelent meg a 6800-as konkurense, a MOS Technology 6501 és 6502 csipje, amit a Motorolától kilépett Chuck Peddle, Rod Orgill és Wil Mathys terveztek. A 6502-es processzor legismertebb alkalmazása az Apple I és II számítógép, de számos más mikrogépben (Commodore VIC20), játékkonzolban (Nintendo NES) és perifériában is alkalmazták.
Federico Faggin, a 4004, 4040 és 8080-as processzorok vezető tervezője 1974-ben kilépett az Inteltől és létrehozta a Zilog céget, amihez a következő évben csatlakozott Sima Maszatosi, a 8080-as másik tervezője. 1976-ban a Zilog bemutatta a Z80-as processzort, ami a 8080-as továbbfejlesztett változata. A Z80-as processzor a világ egyik legelterjedtebb mikroprocesszora, változatait még ma (2018-ban) is gyártják.

##### Idővonal
- 1972: Intel 8008
- 1974: Intel 8080, Intel 8085, Motorola 6800
- 1975: MOS Technology 6501 és 6502, Fairchild F8, Signetics 2650
- 1976: Zilog Z80, RCA 1802
- 1976-tól: Microchip PIC
- 1996: Atmel AVR
- 2005: Infineon XC800 mikrovezérlő család

#### 12 bites rendszerek
Ez a második generációs mikroprocesszorok egy kis csoportja.
Az 1975-ben megjelent Intersil 6100 család egy 12 bites mikroprocesszorból (6100) és egy periféria-támogató és memória IC-ből állt.
A processzor már CMOS technológiával készült és a (12 bites) DEC PDP-8 miniszámítógép utasításkészletét hajtotta végre, emiatt CMOS-PDP8-nak is nevezték. A Harris Corporation is gyártotta, Harris HM-6100 jelöléssel. A DEC az 1970-es évek második felében forgalomba hozta DECmate számítógép-sorozatát, amelyet eleinte 6100-as és Harris 6120-as processzorral gyártottak; ezt az IBM PC megjelenése szorította ki a piacról. Technológiája és az ezzel járó előnyök miatt a 6100-at az 1980-as évek elejéig katonai eszközben is felhasználták.
A Toshiba TLCS-12 jelű processzora szintén 12 bites. Ezt a processzort 1973-tól kezdték fejleszteni a Ford Motor Company számára és körülbelül 1974/1975-ben jelent meg (alkalmazási tesztek és gyakorlati felhasználás 1976-ban). A 12 bites architektúra kompromisszum eredménye: 8 bit nem volt elég a motorvezérlő alkalmazás számára, de a 16 bit túl nagy áramköri méretet eredményezett volna. A TLCS-12A sorozat volt a Toshiba első mikrovezérlő-sorozata. Ez a gyakorlatban egy csipkészletet jelentett, a processzor a T3190 jelű csip. Ezután a Toshiba gyorsan áttért a 8 bites Z80 alapú mikrovezérlőkre.

#### 16 bites rendszerek
16 bites rendszerek esetén a processzor 16 bites regiszterekkel, és ilyen szélességű memóriaműveletekkel dolgozik, ám a memória címzése általában több regiszter segítségével történik, így jóval több memória érhető el, mint 2^16. (korai x86-os platformokon például 640 kbyte). Lényeges változást a 8 bites rendszerekhez képest nem hozott.
Példák: Intel 8086, Intel 8088 (amely rendszeren a processzor képességei megegyeznek a 8086-tal, de kívülről az elődökkel egyeznek meg a régebbi hardveres megoldások támogatása végett). Intel 80286, NEC V20, PDP-11.
Lásd még: 16 bites architektúra, Atari
Az első 16 bites mikroprocesszor a National Semiconductor IMP-16 jelű többcsipes processzora volt, 1973-ban. Ez egy bitszelet-technikával felépült processzor volt, amely 700 kHz körüli órajelen működött. Utasításkészlete CISC típusú, a Data General Nova minigép utasításkészletéhez hasonlít.
Az első egycsipes kereskedelmi célú 16 bites mikroprocesszor a National Semiconductor PACE (Processing And Control Element) csipje volt, 1974 végén. Sebessége elmaradt az ugyanebben az időben megjelent 8 bites processzorokétól (Intel 8080, Motorola 6800, MOS 6502). Ezt 1975-ben a National Semiconductor INS8900 processzora követte, amely NMOS technológiával készült. Órajele 2 MHz, sebessége 117 600 utasítás másodpercenként (IPS), ami továbbra is a konkurens 8 bites processzorok sebessége alatt maradt. Ugyancsak 1975-ben jelent meg a Western Digital MCP–1600 többcsipes 16 bites processzora, amely a PDP-11 utasításkészletét implementálta. Ez már valamivel sikeresebb volt, mivel több minigépben is felhasználták, pl. az Alpha Microsystems AM-100, DEC LSI-11 gépek processzoraként. A processzor órajele 3,3 MHz, mikroprogramozott CISC, ám belsőleg 8 bites, amely emulálja a 16 bites utasításokat!  Ezt a processzort már a Szovjetunióban is lemásolták és széles körben alkalmazták (КР581 sorozat); ennek kedvezett az a szovjet pártdirektíva, amely előnyben részesítette a PDP-11 architektúra alkalmazását a számítástechnikában.
1975-ben más cégek is előálltak 16 bites processzorokkal: ekkor jelent meg a HP BPC, egy hibrid 16 bites processzor-csipkészlet, amit asztali kalkulátorokban és munkaállomásokban alkalmaztak.
1976 júliusában jelent meg a Texas Instruments TMS9900 processzora, amely valódi 16 bites, egycsipes processzor, amely a TI 990 miniszámítógép architektúráját valósította meg egy csipben és a TI-99/4 és TI-99/4A otthoni számítógépekben alkalmaztak. Hát, nem ez indította el a mikrogépek forradalmát.
További 16 bites processzorok: Intel 8086 1978-ban, Intel 8088, Intel 80286, WDC 65C816, Zilog Z8000.
A nagy sikerű Motorola 68000 1979-ben jelent meg, ez már átmenetet képez a 32 bites rendszerek felé, mivel regiszterei és utasításkészlete 32 bites, de külső adatsíne és ALU-ja 16 bites.
Az Intel és a Motorola processzorai igen sikeresek voltak, szinte a teljes termelést a PC iparágban használták fel.

#### 32 bites rendszerek

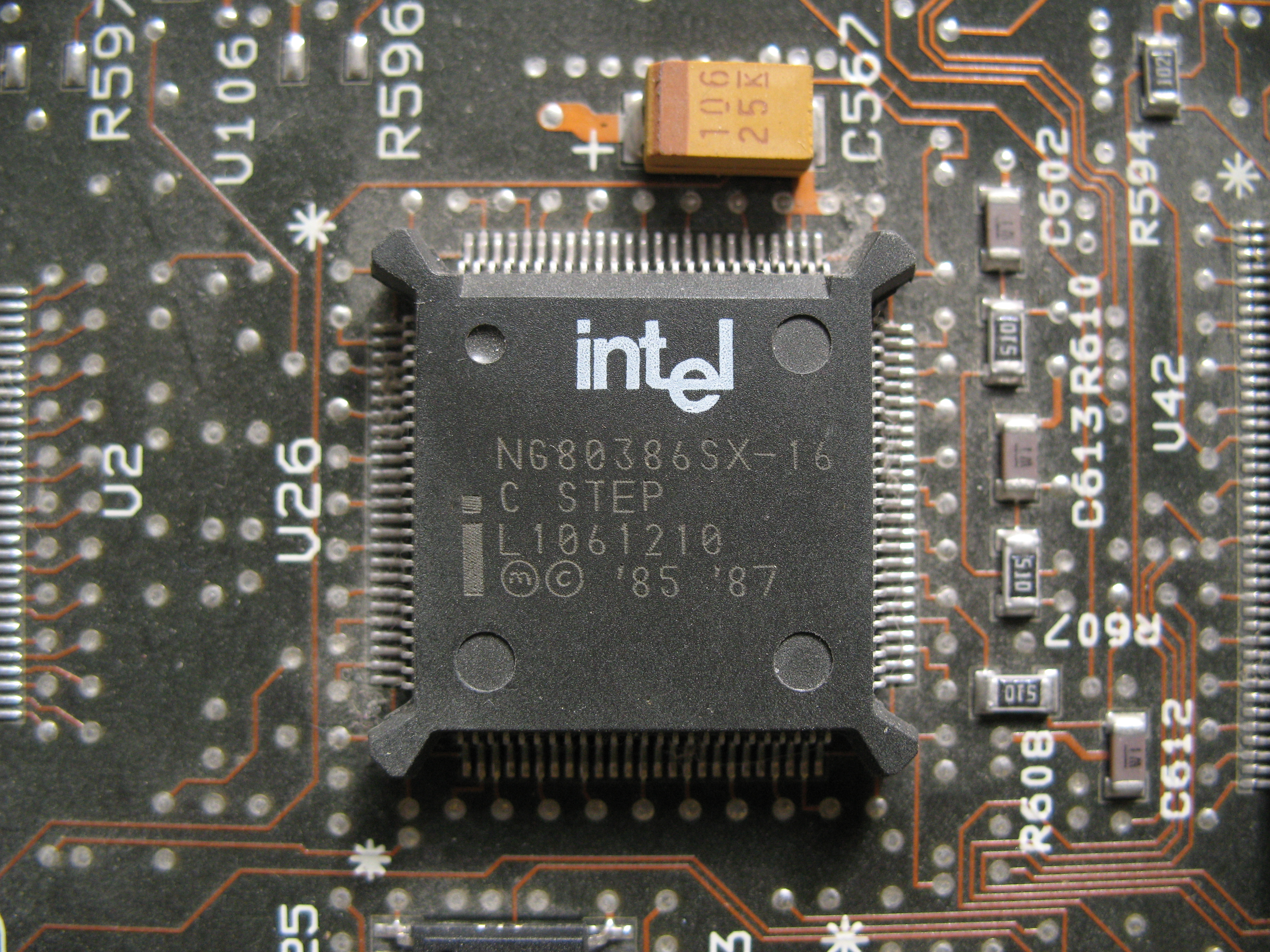
Intel 80386SX (alaplapra forrasztott változat)

A 32 bites rendszereken 32 bit széles regiszterekkel dolgozhatunk, és közvetlenül 32 biten címezhetjük meg a memóriát. Ez kohézív módon 4 GiB memória elérését teszi lehetővé, amely megnyitotta az utat ahhoz, hogy a szoftverek, fordítóprogramok, és operációs rendszerek (például Windows, Linux, Android) a mai formájukban kialakuljanak.
Több gyártó is a 32 bites rendszerek felé fordult az 1970-es évek közepétől kezdve, miközben a 32 bites rendszerek már elterjedtek voltak a kis- és nagyszámítógépek körében: ilyen az 1964 áprilisában megjelent IBM System/360 sorozat, az 1970-es IBM System/370 (sokkártyás processzorok), a DEC 1977-ben induló VAX sorozata, amelynek modelljei TTL csipes, sokcsipes VLSI, bitszelet-processzoros felépítéssel készültek, végül 1985-ben készült el a VAX ISA első mikroprocesszoros megvalósítása, a MicroVAX 78032.
A Motorola viszonylag későn kapcsolódott be a 16 bites eszközök versenyébe, ami bizonyos előnyt is jelentett: rögtön fejlettebb technikát alkalmazhatott a fejlesztésnél. Új, versenyképes termékük fejélesztésénél a 16 bites lépést átugrották, a visszafelé-kompatibilitást elvetették: az „előre való kompatibilitást” célozták meg, így a 68000-es processzor belső felépítése már 32 bites, 32 bites címregisztereit eleinte 24 bitre korlátozták, adat- és címsínjei viszont 16 bitesek maradtak. A 68000-es processzort 1979 szeptemberében mutatták be, forgalomba 1980-ban került. Ezt a processzort 16 bites vonásai miatt nem tekintik teljesen 32 bites rendszernek, 16/32 bitesként hivatkoznak rá.
A világ első 32 bites mikroprocesszora a Bell Laboratóriumok által 1980-ban kifejlesztett CISC típusú Bellmac 32 volt. A Bell Laboratóriumok ezelőtt fejlesztett már mikroprocesszorokat, de azok 8 és 4 bites processzorok voltak. A fejlesztési tervben átugrották a 16 bites fokozatot, és rögtön a következő lépcsőfokra léptek. A processzor tervezésekor nem használtak digitális tervezőrendszert, a rajzokat kézzel gyártották, és a teljes tervet egy nagy terem padlóján állították össze. Az elkészült processzor a tervezettnél gyorsabb lett, 9 MHz-es órajelen is működhetett. Később a Western Electric tulajdonába került, a WE 32000-es sorozatban forgalmazták. Nagy üzleti sikereket nem ért el.
1980 és 1984 között folyt az amerikai Berkeley egyetemen David Patterson híres RISC projektje, amelynek első szilíciumon megvalósított eredménye a RISC I-ként ismert csip, amit az ACM ISCA szimpóziumán publikálták 1981-ben.
Ebből a tervezetből származik maga a RISC – redukált utasításkészletű számítástechnika – kifejezés, és innen származnak a SPARC processzorok, ez ihlette az egész ARM architektúrát és elemeit felhasználták olyan termékekben, mint az AMD Am29000 és az Intel i960 processzorcsaládok.
Az ARM processzor tervezése 1983-ban kezdődött, tervezője Sophie Wilson volt, akit nagyban inspiráltak a Berkeley RISC processzorról megjelent cikkek és a MOS 6502 processzor. Az első ARM processzormodell, az ARM1-es, 1985-ben jelent meg.
A Berkeleytől nem messze fekvő Stanford Egyetemen ezzel párhuzamosan folyt a MIPS-architektúra fejlesztése, amelynek első példánya az 1986 januárjában bemutatott R2000-es processzor volt.
Érdekes az Intel helyzete a 32 bites processzorok versenyében. Az Intel már 1975 óta fejlesztette saját 32 bites iAPX 432-es processzorát, amelyben a magas rendű programnyelvek támogatását, objektumorientáltságot és sok egyéb élenjáró technikát szándékoztak megvalósítani. A processzor el is készült, első – többcsipes felépítésű – változata 1981-ben jelent meg és 1985-ig folytatódott a fejlesztése. A processzor nem került a cég fő termékvonalába, lassúsága és túlzott bonyolultsága miatt, és a cégen belül fokozatosan az x86 architektúra fejlesztése vette át a hangsúlyt.
Az első üzletileg sikeres és a piacon elterjedt 32 bites processzor az 1985-ben megjelent Intel 80386 volt, amelynek utasításkészlete jobbára visszafelé kompatibilis a korábbi 16 bites operációs rendszerekkel is (hasonlóan az összes későbbi x86 processzorhoz), de már képes 32 bites működésre. Ezt x86-os processzorokon egy védett mód bevezetésével érik el, amely a folyamatok memóriaterületeinek egymástól való elkülönítését is biztosítja. A későbbi 32 bites x86-os processzorok mind visszafele kompatibilisek a 386-ossal, tehát a 386-os utasításkészletére épülő szoftverek (az operációs rendszereket is beleértve) változtatás nélkül futnak 486-os, Pentium, vagy későbbi processzorokon is. x86-os platformon az első igazán elterjedt 32 bites operációs rendszer a Windows 95 volt. Később az ARM architektúra lett a domináns 32 bites platform. Az ARM v3 generációtól kezdve egészen a 2010-es évek végéig 32 bites chipekkel dominálják a mobiltelefonok, tabletek, beágyazott rendszerek piacát, de-facto hardveres standardot nyújtva az Android operációs rendszer számára. Egy ideig beágyazott rendszerekben elterjedtek voltak még a MIPS architektúrájú processzorok is.
32 bites x86, MIPS és ARM processzorok különféle variációit számos gyártó gyártotta, az Intel mellett az AMD, a VIA, a Cyrix, a Qualcomm, az Imagination Technologies, a Samsung, az nVidia, az ULI, a Harris, a Transmeta, az AMLogic, a DM&P, a Freescale, a Marvell, a MediaTek, a Broadcom, a Huawei, a Rockchip, a Panasonic, a Longson, az Elbrus, vagy a Zhaoxin.

#### 64 bites rendszerek

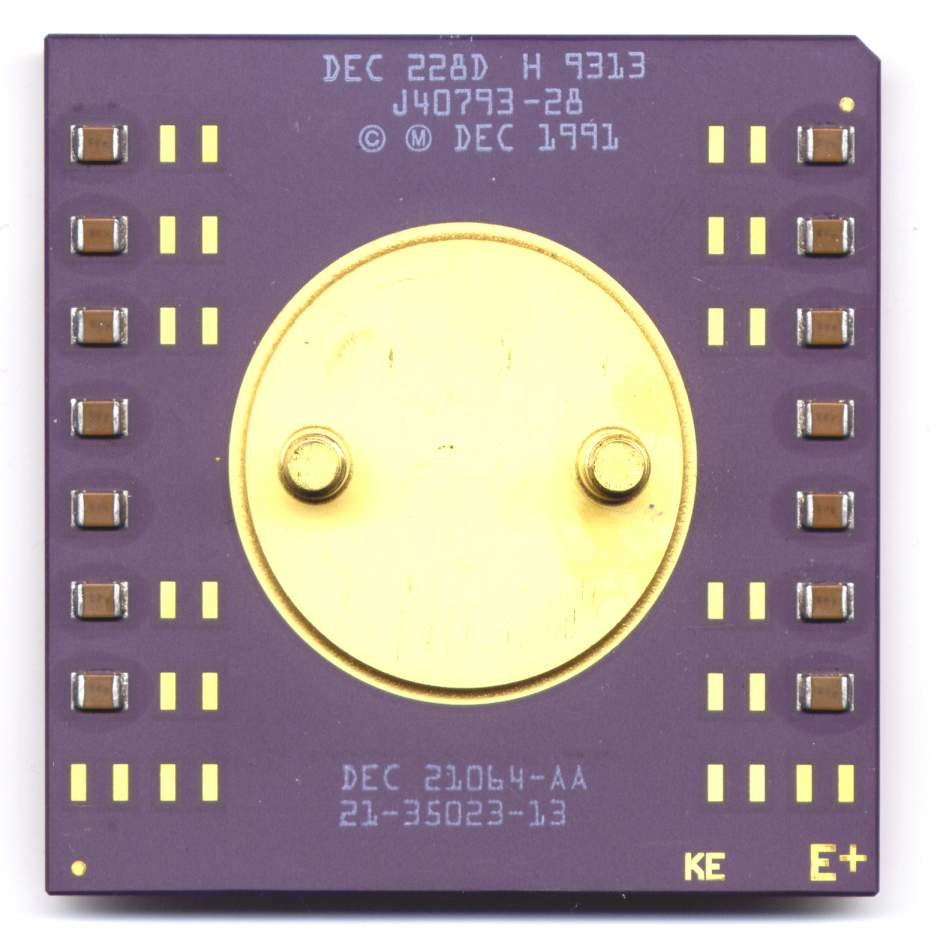
DEC Alpha 21064 mikroprocesszor

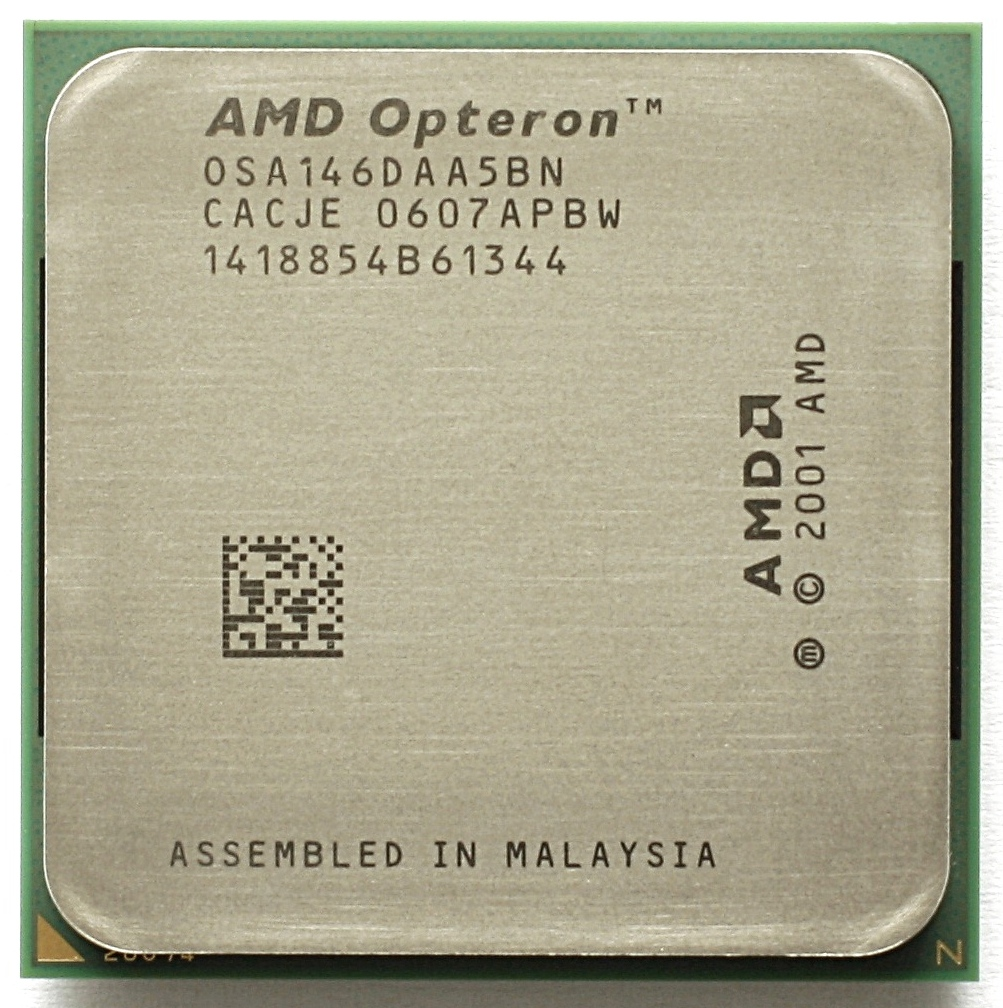
Opteron, az x86-64 kiterjesztés első megvalósítása, bemutatva 2003-ban

Mivel 32 biten praktikusan maximum 232 (4 GiB) memória címezhető meg egyszerűen, ezért ezt elérve megjelent az igény a 64 bites architektúra kialakítására, amelyre először a szerverek piacán került sor.
Egy 64 bites regiszter 264 (16 exibájt, több mint 18 kvintillió, avagy 1.8×1019) különböző értéket tárolhat.
Nagygépekben és szuperszámítógépekben korábban is használták ezt az adatméretet (pl. az 1961-es IBM 7030 Stretch korai szuperszámítógép adatszava, vagy az 1976-os Cray–1-ben), később szerverekben, és fogyasztói elektronikai eszközökben is megkezdődött az alkalmazása.
Az Intel 1989-ben mutatta be a 64 bites rendszerekbe átmenetet képező, „64 bites”-nek reklámozott, ám alapjában véve 32 bites mikroprocesszorát, az i860-ast. A processzor általános regiszterei 32 bitesek, lebegőpontos regiszterei 64 bitesek, sínjei 64 és 128 bitesek (pl. a belső memóriasín a gyorsítótárhoz), RISC architektúrájú VLIW processzor. A processzorhoz nehéz volt hatékony fordítóprogramot készíteni, ez limitálta a felhasználását. Nem ért el üzleti sikereket és az 1990-es évek közepén beszüntették a gyártását. Az Intel végül az 1990-es évek végén minden RISC architektúrán alapuló fejlesztését ARM alapokra helyezte (XScale processzorok).
A MIPS Computer Systems 1991. október 1-én mutatta be hivatalosan első 64 bites RISC processzorát, az R4000-est. Ez a MIPS utasításkészlet harmadik revízióját implementálja. Ezek a processzorok a szerver- és munkaállomás-piacon találták meg alkalmazásukat.
A DEC 64 bites Alpha architektúrájába tartozó első modell az Alpha 21064 processzor volt, amely 1992 novemberében jelent meg. Órajele maximálisan 192 MHz volt. Az Alpha architektúra RISC típusú, megjelenésekor sebessége mégis meghaladta a konkurens RISC modellekét és sokáig az Alpha processzorok voltak a világ leggyorsabb mikroprocesszorai.
A Sun SPARC architektúra a Berkeley RISC elveken alapul. A Sun már 1993-ban kifejlesztette utasításkészlet-architektúrájának 64 bites változatát, a SPARC V9 ISA-t, amelynek első megvalósítása az 1995-ös UltraSPARC processzor. A SPARC processzorokat főleg kiszolgálókban alkalmazzák, de léteznek SPARC processzoros munkaállomások is.
Az egyik első (2001), köztudatban is ismert 64 bites szerver architektúra az Intel Itanium processzorcsaládja, amely egy VLIW koncepción alapuló processzor. Az Intel először a szerverpiacra szánta, később pedig az x86 architektúrát szerette volna felváltani vele. A processzor sosem terjedt el, mert a fordítóprogramok nem voltak elég fejlettek. Az Intel néhány generáció után megszüntette a fejlesztését. Helyette az AMD által kifejlesztett x86-64 (AMD64, hibásan: x64) architektúra terjedt el az asztali számítógépek piacán, amely az x86 utasításkészlet továbbfejlesztett változata (visszafelé kompatibilis az x86 alapú szoftverekkel).
Az ARM processzorok első elterjedt 64 bites processzorcsaládja az ARM v8, amelyet elsősorban felsőkategóriás mobiltelefonokban, phabletekben, tabletekben, és játékkonzolokban használnak. Ez 2011-ben jelent meg, szintén visszafelé kompatibilis a 32 bites ARM architektúrára írt szoftverekkel (rendszerszinten viszont nem kompatibilis a korábbi ARM utasításkészlettel).

### CISC
A CISC (Complex Instruction Set Computing) jelentése: összetett utasításkészletű számítástechnika. Ennek lényege, hogy a számítógépekben, avagy a processzorban megvalósított utasításkészlet működése komplex és összetett. A CISC utasításkészletű processzorokban az utasítások hossza változó, maga az utasítás bájtkódja prefixeket és különféle speciális jelzőket tartalmazhat, magában foglalhatja különféle címzési és veremkezelési módszerek támogatását (jellemzően a memóriából memóriába történő adatmozgatást), és magát az utasítás egészét a különféle paraméterekkel.
Az architektúrák gyakran bonyolult feladatokat végrehajtó egyedi gépi kódú utasításokat tartalmaznak. A RISC technológia (Reduced Instruction Set Computing, redukált utasításkészletű számítástechnika) megjelenése – azaz kb. az 1970-es évek közepe – előtti processzorok mind összetett utasításkészletű eszközök voltak, mivel éppen ezen processzorok utasításvégrehajtási statisztikái alapján alakult ki a csökkentett utasításkészlet fogalma.
Ilyen elven működnek a korai kisszámítógépes processzorok, pl. Intel 4040 / 8080 / 8085, 6510, Z80 vagy az Intel x86 processzorcsaládja a mai napig. Az összetett utasításkészletű processzorok a komplexitás csúcsát jelenleg az IBM z/Architecture architektúrájú processzoraival érték el, amelyeket az IBM nagyszámítógépeiben alkalmaz, a 2000-es évek eleje óta (pl. z10, z196, zEC12 – a sorozat jelenleg a 2019-ben kiadott z15-ös processzornál tart). A modern CISC processzorok belsőleg gyakran alkalmaznak RISC-szerű technológiákat, tehát a bonyolult utasításokat egyszerűbb belső utasításokra bontva hajtják végre.

### Új elvek
1974-ben az IBM egy gyakorlati feladat kapcsán kutatásba kezdett, amelynek tárgya egyik saját számítógéptípusának, a System/370-esnek az utasításvégrehajtása volt. A kérdés az volt, hogy a gép pontosan milyen utasításokat hajt végre a gépi kód szintjén, azaz hogy megállapítsák, melyik utasítással mennyi időt tölt el a processzor, tehát a gép CISC utasításkészletének elemeit milyen arányban használják ki a programok a gyakorlatban. A cél egy nagyon gyors processzor előállítása volt, amelynek legalább 6-szor gyorsabban kellett volna működnie, mint a korabeli 2 MIPS teljesítményű System/370-es. Úgy találták, hogy a gép utasításkészletének nagy része kihasználatlanul marad, mivel a feladatok legnagyobb részét a processzor a legegyszerűbb műveletekkel végezte, és ehhez mindössze az adatmozgatásra, összeadásra, különböző regiszterek mezőinek kombinálására (bitműveletek) és a be-/kimeneti műveletekre volt szüksége. A célfeladatot 1975-ben leállították, de az eredmények igen érdekes irányba mutattak: ezek alapján lehetővé vált egy új, igen egyszerű felépítésű, nagyon olcsó és nagyon gyors processzor megvalósítása. A kutatás során további egyszerűsítések is kiderültek: hogy az utasítások és adatok számára bevezetett külön átmeneti tárolók még jobban növelik a processzor sebességét (ill. a látszólagos memória-sávszélességet: a többszörös memóriaolvasás helyett az adat az átmeneti tárolóból érkezik); másodszor, nincs szükség bonyolult címszámító aritmetikára, néhány egyszerű címzési móddal elérhető az egész memóriaterület; továbbá a kevés számú utasítás és címzési mód egységesen, azonos hosszú utasításokkal kódolható, ami tovább egyszerűsíti az utasításdekódoló logikát; ami által lehetővé válik minden egyes utasítás uniformizált végrehajtása, egységesen, várakozások nélkül, egyetlen órajelciklus alatt.
Ennek a kutatásnak a megállapításait ismerjük azóta RISC elvekként, illetve csökkentett utasításkészletű számítástechnika elnevezés alatt.
A kutatás kézzel fogható eredménye az IBM 801-es processzor volt, amely kezdetben 24 bites regisztereket tartalmazott, de később ezeket 32 bitesre bővítették. Ezt tartják a világ első RISC processzorának. Ebből a modellből származnak az IBM további RISC processzorai: ROMP, RS/6000, a POWER architektúra és a PowerPC processzorcsalád.

### RISC
A RISC Reduced Instruction Set Computing processzortervezési koncepció lényege az, hogy bonyolult utasítások helyett a processzor utasításkészletét egyszerű utasítások alkotják, amelyek lehetővé teszik akár a könnyebben párhuzamosítható utasításvégrehajtást is, miközben az egyszerű utasításkészlet miatt kisebb bonyolultságú processzorokat eredményeznek. Ismert RISC processzorok a MIPS, az IBM Power/PowerPC családja, SPARC (Sun, Oracle, szerverekben), a megszűnt DEC Alpha és az ARM. A ma eladott processzorok 95%-a ARM utasításkészletű.
A RISC architektúra fejlődése jelenleg is tart: a legújabb ilyen fejlesztések közé tartozik a 2010-ben egyetemi kutatási projektként indult (Berkeley) RISC-V architektúra, amely nemzetközi projektté fejlődött a 2020-as évekre.

### Cache memória (Gyorsítótár)
A rendszermemória (RAM) elérése egy bonyolult sínrendszeren keresztül történik, hogy ezt ne kelljen gyakran (minden memóriaművelet esetén) megtenni, a számítógépek elkezdtek úgynevezett cache memóriát használni, ami egy kis méretű integrált memória (gyorsítótár) a rendszermemória és a processzor végrehajtóegységei között. Ez jelentősen megnöveli a végrehajtás sebességét. Kezdetben alaplapra integrálták, később a processzorba került (Intel Pentium). Általában kettőhatvány a méretük (van kivétel is). L1 cache néven szokás emlegetni az utasításokat és a dekódolt utasításokat átmenetileg tároló cache memóriát. L2 cache néven szokás nevezni az általános célú memóriaírásokat és olvasásokat gyorsító cache memóriát (ez lassabb, mint az L1). A mai processzorokban néha L3 cache is van, amely lassabb ugyan, mint az L2 cache, de a RAM elérésénél valamivel gyorsabb.
A modern szuperskalár processzorok már azelőtt detektálják a lehetséges memóriaműveleteket (prefetch) hogy azok végrehajtásra kerülnének. Ezzel a módszerrel a memóriaolvasás az eredmény betöltését a cache memóriába idejekorán elkezdi, hogy amikor az értékre szükség lesz, akkorra már elérhetővé váljon, és ne kelljen rá várni. Ez azonban megnyitotta a lehetőséget olyan biztonsági sebezhetőségek előtt, mint amilyen a Spectre vagy a Meltdown bugok.
A mai x86 processzorok összesen néhány MByte méretű cache memória található meg, telefonokba és tabletekbe szánt ARM processzorok esetén tipikusan néhány száz kilobájt a gyorsítótár mérete.

### Szuperskalár végrehajtás
A szuperskalár végrehajtás nem összetévesztendő a többmagos működéssel. Szuperskalár végrehajtásról akkor beszélünk, amikor a processzor aritmetikai és logikai egysége több utasításfutószalagot tartalmaz, és ezek az utasításfutószalagok az egymást követő utasításokat megpróbálják automatikusan egymással párhuzamosan feldolgozni, amennyiben az utasítások egymástól függetlenek. Ennek az az előnye, hogy a processzor egy adott időegység alatt több utasítást tud végrehajtani, így a teljesítmény növekedik. Segítségével egy órajel alatt akár több utasítás is végrehajtható. Hátulütője, hogy jóval összetettebb és komplexebb felépítés szűkséges hozzá. Két típusa van, az in-order szuperskalár végrehajtás (a processzor ellenőrzi, hogy a sorban következő utasítás független-e, és végre tudja-e hajtani valamelyik futószalagon), illetve az out-of-order (soron kívüli) szuperskalár végrehajtás, amikor a processzor képes átrendezni az előtte álló feladatokat a hatékonyabb végrehajtás érdekében. Ma a közép és felsőkategóriás processzorok out-of-order végrehajtásúak (ARM, Intel i3/i5/i7, AMD, VIA), egyes alacsony fogyasztású modellek pedig in-order végrehajtásúak (pl Atom N45x, ARM A55, A53, A75).

### Elágazásbecslés
A modern, nagy teljesítményű processzorok elágazásbecslés segítségével próbálják megtippelni a programokban található feltételvizsgálatok eredményeit, így a feltételvizsgálatok nem akasztják meg a szuperskalár végrehajtást. Amennyiben tévednek, az eredményeket eldobják. Az elágazásbecslés hatékonysága 70% feletti. Az elágazásbecslés ugyanakkor csökkenti a processzorok biztonságát, időnként napvilágot látnak ezzel kapcsolatos sebezhetőségek is Spectre bug Meltdown bug.

### SIMD
SIMD = Single Instruction, Multiple Data (jelentése: egy utasítás, több adat). Az ilyen utasításbővítmények lehetővé teszik, hogy egyetlen műveletet több adaton hajtsunk végre egyetlen utasítás segítségével, párhuzamosan. x86-on ilyen az MMX és az SSE utasításkészlet-bővítmény, ARM-on pedig a NEON. Az erős szuperskalár-processzorok megjelenésével szerepe elhanyagolhatóvá vált, de a kompatibilitás miatt továbbra is támogatni kell őket.

### VLIW
A VLIW (Very Long Instruction Word – nagyon hosszú utasításszó) koncepció lényege az, hogy az utasításkészlet igyekszik lehetőségeket biztosítani ahhoz, hogy az adott műveletet egyszerre több adaton lehessen elvégezni (például több egymást követő összeadás), vagy több műveletet lehessen egyszerre összekombinálni (például összeadás és szorzás, akár egyszerre több adaton). A VLIW típusú mikroprocesszorok aranykorukat a kétezres évek elején élték (Intel Itanium, Transmeta Crusoe, Efficeon), általános célú területen ma már csak elvétve találkozni velük (pl. az orosz Elbrusz processzorokban), ám speciális területeken, digitális jelfeldolgozó processzorokban (pl. SHARC, TI C6000, DaVinci családok) továbbra is forgalomban vannak.

### EPIC
EPIC: Explicitly Parallel Instruction Computing = nagy párhuzamosságú utasításokon alapuló számítógép. A HP és Intel együttműködve fejlesztette ki, maga a kifejezés 1997-ben jelent meg. Első alkalmazása az Intel Itanium architektúrája volt.
A VLIW egy módosított változata, amelyben igyekeztek meghaladni a VLIW elveket.

### Többmagos architektúrák
A mai processzorok több processzormagot használnak, amelyek SMP elven működnek (symmetric multiprocessing). A többmagos SMP rendszerek esetében a különféle folyamatok (processzek) és szálak (thread) mind külön magon futhatnak, így a számítási folyamatok hamarabb véget érnek azon programok esetében, amik erre fel vannak készítve. Minden mag látja a teljes memóriát, és szabadon olvashat/írhat. Az írási és olvasási műveletek koherenciáját a hardver biztosítja. Minden mag egymástól független programkódot is futtathat, vagy akár ugyanazt a kódot is futtathatják. A többmagos rendszereket megelőzően több processzoros számítógépeket is használtak szerverekben (például SUN, IBM), de léteztek átlagos felhasználók számára szánt többprocesszoros számítógépek is például Pentium1, Pentium2, Pentium3, AMD Athlon alapokon (amelyek ugyanezen SMP elvek alapján működtek). A többmagos processzorok 2005 után terjedtek el széles körben . Némely processzor virtuális több magot is támogat (hogy a processzorfutószalagokat hatékonyabban ki tudja a rendszer használni bizonyos esetekben). Telefonokban, laptopokban, tabletekben és asztali számítógépekben is tipikusan 4, ritkábban még több maggal találkozhatunk. Szerverek esetében találhatunk több processzort, összességében több száz magot használó konfigurációkat is.

### Csíkszélesség
A csíkszélesség a tranzisztorok méretét jelenti a chipekben. A különféle gyártók esetén ugyanaz a csíkszélesség más méretet jelent fizikailag, és van különbség maguknak a tranzisztoroknak és az összeköttetéseknek a méretében is, ezért két különböző gyártót összehasonlítani pusztán a csíkszélesség alapján nem lehet.
Az Intel 4004-et és 8008-at még 10 mikrométeres (10 µm) eljárással gyártották (1971-ben, tehát egy tranzisztor mérete 0.01 milliméter volt). 1985-re már 1 mikrométeres eljárásnál tartott az ipar (Intel 386, 1 µm).
2001-re elérte az ipar a 130 nanométert (Pentium 3), 2014-ben megkezdődött a 14 nm-es chipek gyártása, és 2018-ra vezető chipgyártó vállalatok nagy része ezen a csíkszélességen gyárt (TSMC, Samsung, Intel, GlobalFoundries).
2018-ban már zajlik az 5 nanométeres tesztgyártás is (TSMC), de a tömegtermelésben csak a 7 nm-es technológia jelent meg az év második felében.